# Adam Nowak (koszykarz)
Adam Nowak – polski koszykarz, multimedalista mistrzostw Polski. 

## Osiągnięcia
Klubowe
- Mistrz Polski (1970)
- Wicemistrz Polski (1972)
- Brązowy medalista mistrzostw Polski (1969)
- Zdobywca pucharu Polski (1972)